# Going to the Match
Going to the Match ist ein Ölgemälde aus dem Jahr 1953 von Lawrence Stephen Lowry. Es zeigt eine Menschenmenge, die auf dem Weg zum Stadion Burnden Park in Bolton ist. Auf einer Aktion des Auktionshauses Sotheby’s in London 1999 kaufte die Professional Footballers’ Association (PFA) das Gemälde für die Rekordsumme von 1.926.500 £. Der Preis löste Erstaunen aus, da der erwartete Kaufpreis nur bei 500.000 £ lag. Damit ist Going to the match das bis dahin am teuersten verkaufte Gemälde der modernen britischen Malerei. Seit dem Verkauf an die PFA hängt das Bild als Leihgabe im The Lowry Centre in Manchester.